# 加藤順盛
加藤 順盛（かとう よりもり、のぶもり）は、戦国時代から安土桃山時代の武将。織田氏の家臣。

## 経歴
加藤氏は代々図書助と名乗っている。熱田羽城（現在の名古屋市熱田区）を拠城としていた順盛は、徳川家康(竹千代)が今川氏へ送られる途中に捕らえられ、織田氏へ送られた際、熱田羽城に幽閉された。桶狭間の戦いでは熱田で信長を迎え入れ、戦勝祈願に立ち会う。息子の加藤弥三郎は桶狭間の戦いにも従軍している。